# Општина Ангостура (Синалоа)
Ангостура (шп. Angostura) општина је у Мексику у савезној држави Синалоа. Општина се налази на надморској висини од 24 м.

## Становништво
Према подацима из 2010. у општини је живело 44993 становника.

### Хронологија
| Година       | 2000                  | 2005                  | 2010                  |
| ------------ | --------------------- | --------------------- | --------------------- |
| Становништво | 43827 (21915 / 21912) | 42445 (21134 / 21311) | 44993 (22605 / 22388) |

### Попис
| \| \| м \| \| \| ж \| \| 0—2 \| 1.066 \| \| \| 1.024 \| \| 3—5 \| 1.209 \| \| \| 1.142 \| \| 6—11 \| 2.541 \| \| \| 2.433 \| \| 12—14 \| 1.395 \| \| \| 1.326 \| \| 15—17 \| 1.419 \| \| \| 1.321 \| \| 18—24 \| 2.619 \| \| \| 2.498 \| \| 60+ \| 2.954 \| \| \| 2.859 \| \| Просек : \| 30,8 \| \| \| 31,2 \| |       |  |  |       |
| |       |  |  |       |
| | м     |  |  | ж     |
| 0—2 | 1.066 |  |  | 1.024 |
| 3—5 | 1.209 |  |  | 1.142 |
| 6—11 | 2.541 |  |  | 2.433 |
| 12—14 | 1.395 |  |  | 1.326 |
| 15—17 | 1.419 |  |  | 1.321 |
| 18—24 | 2.619 |  |  | 2.498 |
| 60+ | 2.954 |  |  | 2.859 |
| Просек : | 30,8  |  |  | 31,2  |

| #   | Индикатор                                                                                        | Вредност |
| --- | ------------------------------------------------------------------------------------------------ | -------- |
| 1   | Становништво од 0 до 2 године                                                                    | 2090     |
| 2   | Мушко становништво од 0 до 2 године                                                              | 1066     |
| 3   | Женско становништво од 0 до 2 године                                                             | 1024     |
| 4   | Становништво са 3 и више година                                                                  | 42846    |
| 5   | Мушко становништво са 3 и више година                                                            | 21506    |
| 6   | Женско становништво са 3 и више година                                                           | 21340    |
| 7   | Становништво са 5 и више година                                                                  | 41279    |
| 8   | Мушко становништво са 5 и више година                                                            | 20708    |
| 9   | Женско становништво са 5 и више година                                                           | 20571    |
| 10  | Становништво са 12 и више година                                                                 | 35521    |
| 11  | Мушко становништво са 12 и више година                                                           | 17756    |
| 12  | Женско становништво са 12 и више година                                                          | 17765    |
| 13  | Становништво са 15 и више година                                                                 | 32800    |
| 14  | Мушко становништво са 15 и више година                                                           | 16361    |
| 15  | Женско становништво са 15 и више година                                                          | 16439    |
| 16  | Становништво са 18 и више година                                                                 | 30060    |
| 17  | Мушко становништво са 18 и више година                                                           | 14942    |
| 18  | Женско становништво са 18 и више година                                                          | 15118    |
| 19  | Становништво од 3 до 5 година                                                                    | 2351     |
| 20  | Мушко становништво од 3 до 5 година                                                              | 1209     |
| 21  | Женско становништво од 3 до 5 година                                                             | 1142     |
| 22  | Становништво од 6 до 11 година                                                                   | 4974     |
| 23  | Мушко становништво од 6 до 11 година                                                             | 2541     |
| 24  | Женско становништво од 6 до 11 година                                                            | 2433     |
| 25  | Становништво од 8 до 14 година                                                                   | 6140     |
| 26  | Мушко становништво од 8 до 14 година                                                             | 3149     |
| 27  | Женско становништво од 8 до 14 година                                                            | 2991     |
| 28  | Становништво од 12 до 14 година                                                                  | 2721     |
| 29  | Мушко становништво од 12 до 14 година                                                            | 1395     |
| 30  | Женско становништво од 12 до 14 година                                                           | 1326     |
| 31  | Становништво од 15 до 17 година                                                                  | 2740     |
| 32  | Мушко становништво од 15 до 17 година                                                            | 1419     |
| 33  | Женско становништво од 15 до 17 година                                                           | 1321     |
| 34  | Становништво од 18 до 24 године                                                                  | 5117     |
| 35  | Мушко становништво од 18 до 24 године                                                            | 2619     |
| 36  | Женско становништво од 18 до 24 године                                                           | 2498     |
| 37  | Женско становништво од 15 до 49 година                                                           | 11284    |
| 38  | Становништво са 60 и више година                                                                 | 5813     |
| 39  | Мушко становништво са 60 и више година                                                           | 2954     |
| 40  | Женско становништво са 60 и више година                                                          | 2859     |
| 41  | Однос између мушкараца и жена                                                                    | 100.97   |
| 42  | Становништво од нуле до 14 година                                                                | 12136    |
| 43  | Становништво од 15 до 64 године                                                                  | 28682    |
| 44  | Становништво од 65 година и више                                                                 | 4118     |
| 45  | Просечан број деце                                                                               | 2.8      |
| 46  | Становништво рођено у ентитету                                                                   | 40897    |
| 47  | Мушко становништво рођено у ентитету                                                             | 20603    |
| 48  | Женско становништво рођено у ентитету                                                            | 20294    |
| 49  | Становништво рођено у другом ентитету                                                            | 3545     |
| 50  | Мушко становништво рођено у другом ентитету                                                      | 1720     |
| 51  | Женско становништво рођено у другом ентитету                                                     | 1825     |
| 52  | Становништво од 5 година и више резидентно у ентитету у јуну 2005. године                        | 39520    |
| 53  | Мушко становништво старосног доба од 5 година и више, резидентно у ентитету у јуну 2005. године  | 19765    |
| 54  | Женско становништво старосног доба од 5 и више година, резидентно у ентитету у јуну 2005. године | 19755    |
| 55  | Становништво од 5 година и више које је живело у другом ентитету у јуну 2005. године             | 933      |
| 56  | Мушко становништво старије од 5 година које је живело у другом ентитету у јуну 2005. године      | 486      |
| 57  | Женско становништво старије од 5 година које је живело у другом ентитету у јуну 2005. године     | 447      |
| 58  | Становништво од 3 године и више које говори аутохтони језик                                      | 271      |
| 59  | Мушко становништво старо 3 године и више које говори аутохтони језик                             | 138      |
| 60  | Женско становништво старо 3 године и више које говори аутохтони језик                            | 133      |
| 61  | Становништво од 3 године и више које говори аутохтони језик и не говори шпански језик            | 0        |
| 62  | Мушко становништво старо 3 године и више које говори аутохтони језик и не говори шпански         | 0        |
| 63  | Женско становништво старо 3 године и више које говори аутохтони језик и не говори шпански језик  | 0        |
| 64  | Становништво старо 3 године и више које говори аутохтони језик и шпански                         | 213      |
| 65  | Мушко становништво старо 3 године и више које говори аутохтони језик и шпански                   | 104      |
| 66  | Женско становништво старо 3 године и више које говори аутохтони језик и шпански                  | 109      |
| 67  | Становништво од 5 година и више које говори аутохтони језик                                      | 264      |
| 68  | Становништво од 5 година и више које говори аутохтони језик и не говори шпански језик            | 0        |
| 69  | Становништво од 5 година и више које говори аутохтони језик и говори шпански језик               | 209      |
| 70  | Становништво у домородачким домаћинствима                                                        | 472      |
| 71  | Становништво са ограничењима у активностима                                                      | 2474     |
| 72  | Становништво са ограниченим ходањем или кретањем, горе или доле                                  | 1271     |
| 73  | Становници са ограничењима вида, чак и уз кориштење сочива                                       | 717      |
| 74  | Становништво са ограничењима говора, комуникације или конверзације                               | 196      |
| 75  | Становништво са ограниченим слухом                                                               | 256      |
| 76  | Становништво са ограничењима при одевању, купању или јелу                                        | 89       |
| 77  | Становништво са ограничењима у опажању или учењу једноставних ствари                             | 93       |
| 78  | Становништво са менталним ограничењима                                                           | 251      |
| 79  | Становништво без ограничења активности                                                           | 42200    |
| 80  | Становништво од 3 до 5 година које не похађа школу                                               | 1040     |
| 81  | Мушко становништво од 3 до 5 година које не похађа школу                                         | 532      |
| 82  | Женско становништво од 3 до 5 година које не похађа школу                                        | 508      |
| 83  | Становништво од 6 до 11 година које не похађа школу                                              | 81       |
| 84  | Мушко становништво од 6 до 11 година које не похађа школу                                        | 46       |
| 85  | Женско становништво од 6 до 11 година које не похађа школу                                       | 35       |
| 86  | Становништво од 12 до 14 година које не похађа школу                                             | 141      |
| 87  | Мушко становништво од 12 до 14 година које не похађа школу                                       | 75       |
| 88  | Женско становништво од 12 до 14 година које не похађа школу                                      | 66       |
| 89  | Становништво од 15 до 17 година похађа школу                                                     | 2256     |
| 90  | Мушко становништво од 15 до 17 година похађа школу                                               | 1159     |
| 91  | Женско становништво између 15 и 17 година живота у школи                                         | 1097     |
| 92  | Становништво од 18 до 24 године похађа школу                                                     | 1884     |
| 93  | Мушко становништво од 18 до 24 године похађа школу                                               | 989      |
| 94  | Женско становништво од 18 до 24 године похађа школу                                              | 895      |
| 95  | Становништво од 8 до 14 година које не може да чита и пише                                       | 66       |
| 96  | Мушко становништво старосног доба од 8 до 14 година које не може да чита и пише                  | 41       |
| 97  | Женско становништво старосног доби од 8 до 14 година које не може да чита и пише                 | 25       |
| 98  | Становништво од 15 година и више које је неписмено                                               | 1667     |
| 99  | Мушко становништво од 15 година и више које је неписмено                                         | 891      |
| 100 | Женско становништво од 15 година и више које је неписмено                                        | 776      |
| 101 | Становништво старо 15 и више година без школовања                                                | 1839     |
| 102 | Мушко становништво старо 15 и више година без школовања                                          | 999      |
| 103 | Женско становништво старо 15 и више година без школовања                                         | 840      |
| 104 | Становништво старосног доба 15 и више година са непотпуним основним образовањем                  | 6994     |
| 105 | Мушко становништво старосног доба од 15 година и више са непотпуном основним образовањем         | 3543     |
| 106 | Женско становништво старосног доба 15 и више година са непотпуном основним образовањем           | 3451     |
| 107 | Становништво старо 15 и више година са комплетним основним образовањем                           | 4872     |
| 108 | Мушко становништво старо 15 година и више са комплетним основним образовањем                     | 2320     |
| 109 | Женско становништво старо 15 и више година са комплетним основним образовањем                    | 2552     |
| 110 | Становништво старосног доба 15 и више година са непотпуним средњим образовањем                   | 1946     |
| 111 | Мушко становништво старосног доба од 15 година и више са непотпуним средњим образовањем          | 1135     |
| 112 | Женско становништво старосног доба од 15 година и више са непотпуним средњим образовањем         | 811      |
| 113 | Становништво старо 15 и више година са пуним секундарном образовањем                             | 5445     |
| 114 | Мушко становништво старосног доба од 15 година и више са пуним секундарном образовањем           | 2492     |
| 115 | Женско становништво старосног доба од 15 година и више са пуним секундарном образовањем          | 2953     |
| 116 | Становништво старије од 18 година са постосновним образовањем                                    | 10299    |
| 117 | Мушко становништво старије од 18 година са постосновним образовањем                              | 5213     |
| 118 | Женско становништво старије од 18 година са постосновним образовањем                             | 5086     |
| 119 | Просечна оцена школовања                                                                         | 8.08     |
| 120 | Просечан ниво образовања мушке популације                                                        | 8.05     |
| 121 | Просечан ниво образовања женског становништва                                                    | 8.1      |
| 122 | Економски активно становништво                                                                   | 15127    |
| 123 | Економски активна мушка популација                                                               | 11813    |
| 124 | Економски активна женска популација                                                              | 3314     |
| 125 | Становништво које није економски активно                                                         | 20139    |
| 126 | Мушко становништво које није економски активно                                                   | 5790     |
| 127 | Женско становништво које није економски активно                                                  | 14349    |
| 128 | Запослено становништво                                                                           | 14278    |
| 129 | Запослено мушко становништво                                                                     | 11067    |
| 130 | Запослено женско становништво                                                                    | 3211     |
| 131 | Незапослена популација                                                                           | 849      |
| 132 | Незапослена мушка популација                                                                     | 746      |
| 133 | Незапослена женска популација                                                                    | 103      |
| 134 | Становништво без права на здравствене услуге                                                     | 7925     |
| 135 | Становништво које има право на здравствене услуге                                                | 36942    |
| 136 | Становништво које има право на ИМСС                                                              | 15776    |
| 137 | Становништво које има право на социјално осигурање                                               | 3025     |
| 138 | Становништво које има право на државно социјално осигурање                                       | 58       |
| 139 | Становништво које има право на опште осигурање или здравствено осигурање за нову генерацију      | 18313    |
| 140 | Становништво које је било једном или није било у браку током 12 година и више                    | 10925    |
| 141 | Венчано или уједињено становништво од 12 година и више                                           | 21401    |
| 142 | Становништво које је било у браку или уједињено 12 година и више                                 | 3132     |
| 143 | Становништво са католичком религијом                                                             | 36131    |
| 144 | Протестанти, еванђелисти и библијски следбеници различити од еванђелиста                         | 3136     |
| 145 | Становништво са другим религијама различитим од претходних                                       | 19       |
| 146 | Становништво без религије                                                                        | 5093     |
| 147 | Укупно пописаних домаћинства                                                                     | 11830    |
| 148 | Пописна домаћинства на челу са мушкарцима                                                        | 9425     |
| 149 | Пописна домаћинства на челу са женама                                                            | 2405     |
| 150 | Становништво у пописним домаћинствима                                                            | 44954    |
| 151 | Становништво у пописним домаћинствима на челу са мушкарцима                                      | 37076    |
| 152 | Становништво у пописним домаћинствима на челу са женама                                          | 7878     |
| 153 | Укупно домаћинстава                                                                              | 14170    |
| 154 | Укупно насељених домаћинстава                                                                    | 11843    |
| 155 | Укупно приватних кућа                                                                            | 14157    |
| 156 | Насељени приватни домови                                                                         | 11830    |
| 157 | Укупно насељених приватних кућа                                                                  | 11843    |
| 158 | Ненасељене приватне куће                                                                         | 1756     |
| 159 | Појединачна домаћинства за привремену употребу                                                   | 571      |
| 160 | Становници у насељеним приватним кућама                                                          | 44954    |
| 161 | Насељеност станара у приватним становима                                                         | 3.8      |
| 162 | Просечно становника по соби у приватним насељеним домаћинствима                                  | 1        |
| 163 | Појединачна домаћинства са подовима од различитих материјала од земље                            | 11334    |
| 164 | Појединачна домаћинства у приземљу                                                               | 432      |
| 165 | Појединачна домаћинства са једном спаваћом собом                                                 | 4147     |
| 166 | Појединачна домаћинства са две спаваће собе и више                                               | 7626     |
| 167 | Појединачна домаћинства са једним собом                                                          | 621      |
| 168 | Појединачна домаћинства са две собе                                                              | 1805     |
| 169 | Појединачна домаћинства са 3 собе и више                                                         | 9330     |
| 170 | Појединачна домаћинства која имају електрично светло                                             | 11710    |
| 171 | Појединачна домаћинства која немају електрично светло                                            | 66       |
| 172 | Појединачна домаћинства која имају водоводну воду у стамбеном простору                           | 10945    |
| 173 | Појединачна домаћинства која немају водоводну воду у стамбеном простору                          | 816      |
| 174 | Појединачна домаћинства која имају тоалет                                                        | 11297    |
| 175 | Појединачна домаћинства која имају канализацију                                                  | 11010    |
| 176 | Појединачна домаћинства која немају канализацију                                                 | 719      |
| 177 | Појединачна домаћинства која имају електрично светло, довод воде из јавне мреже и канализацију   | 10401    |
| 178 | Појединачна домаћинства без икаквих услова                                                       | 97       |
| 179 | Појединачна домаћинства која имају радио                                                         | 7346     |
| 180 | Појединачна домаћинства која имају телевизор                                                     | 11131    |
| 181 | Појединачна домаћинства која имају фрижидер                                                      | 11247    |
| 182 | Појединачна домаћинства која имају машину за веш                                                 | 9342     |
| 183 | Појединачна домаћинства која имају аутомобил или комби                                           | 7067     |
| 184 | Појединачна домаћинства која имају рачунар                                                       | 2132     |
| 185 | Појединачна домаћинства која имају фиксну телефонску линију                                      | 4058     |
| 186 | Појединачна домаћинства која имају мобилни телефон                                               | 7983     |
| 187 | Појединачна домаћинства која имају приступ интернету                                             | 1155     |